# Joe Haldeman

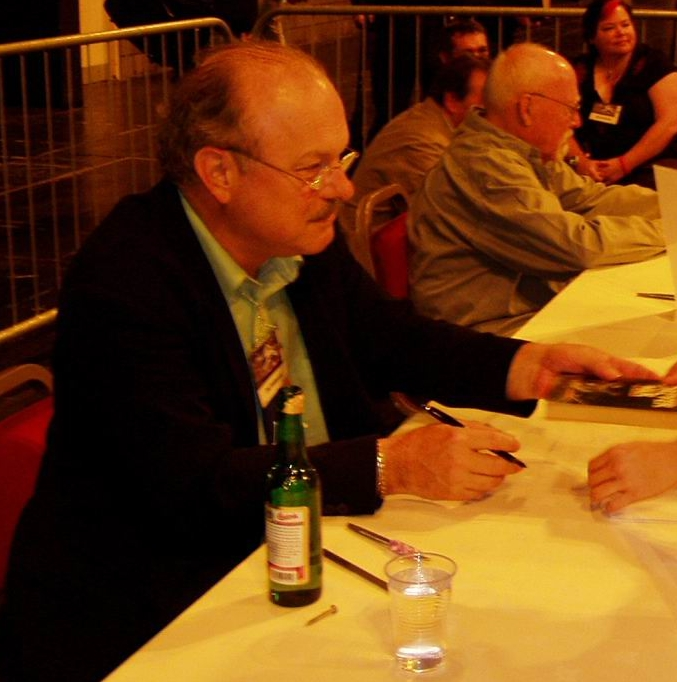
Joe Haldeman na Worldconu v Glasgow roku 2005

Joseph William Haldeman (* 9. června 1943, Oklahoma City) je americký spisovatel science fiction píšící pod jménem Joe Haldeman. Jeho nejznámějším dílem je román Věčná válka, ve kterém zúročil své zkušenosti získané za války ve Vietnamu.
Jeho rodina velmi cestovala a žila v Portoriku, New Orleans, Washingtonu D.C. a Anchorage na Aljašce. V roce 1965 se oženil s Mary Gay Potterovou. Bakalářský titul ve fyzice a astronomii získal na univerzitě v Marylandu roku 1967. V témže roce byl odveden do armády a jako bojový inženýr sloužil v letech 1967–1969 ve Vietnamu. Byl těžce raněn, obdržel Purpurové srdce. Tato zkušenost byla vzorem pro jeho první nefantastický román War Year. Během svého života vystřídal mnoho povolání, mimo jiné například počítačový programátor, knihovník, hudebník i dělník. Publikovat začal v roce 1969 povídkou Out of Phaze pro časopis Galaxy. Dnes je profesorem na MIT, kde vyučuje spisovatelství. Se svou manželkou Gay žije v Gainesville na Floridě a v Oxfordu v Massachusetts.
Joe Haldeman psal také špionážní a válečné romány pod jménem Robert Graham. Napsal rovněž dva díly cyklu Star Trek pro Bantam Books a se svým bratrem Jackem C. Haldemanem II napsal knihu More than the Sum of his Parts a dobrodružnou knihu There is no Darkness.

## Dílo

### Věčná válka
- Věčná válka (The Forever War, 1975)
- Věčný mír (Forever Peace, 1997)
- Věčná svoboda (Forever Free, 1999)

### Attar
- Attar's Revenge, 1975
- War of Nerves, 1975

### Worlds
- Worlds, 1981
- Worlds Apart, 1983
- Worlds Enough and Time, 1992

### Star Trek
- Planet of Judgement, 1977
- World Without End, 1979

### Další romány
- War Year, 1972
- Mindbridge, 1976
- Tool of the Trade, 1987
- Buying Time, 1989
- The Long Habit of Living, 1989
- Bootcamp 3000, 1992 — spoluautoři Gordon R. Dickson, Harry Harrison a Jack Vance
- 1968, 1995
- The Coming, 2000
- Guardian, 2002
- Camouflage, 2004
- Old Twentieth, 2005
- War Stories, 2005

### Sbírky
- All My Sins Remembered, 1977
- There Is No Darkness, 1983 — spoluautor Jack C. Haldeman II
- Infinite Dreams, 1979
- Dealing in Future, 1985
- Vietnam and Other Alien Worlds, 1993
- None So Blind, 1996
- Saul's Death and Other Poems, 1997

### Povídky
- Tricentennial, 1976
- The Hemingway Hoax, 1990
- Graves, 1992
- None So Blind, 1996

## Ocenění
- Cena Hugo
  - 1976 – román – Věčná válka
  - 1977 – povídka – Tricentennial
  - 1991 – novela – The Hemingway Hoax
  - 1995 – povídka – None So Blind
  - 1998 – román – Věčný mír
- Nebula Award
  - 1976 – román – Věčná válka
  - 1991 – novela – The Hemingway Hoax
  - 1994 – povídka – Graves
  - 1999 – román – Věčný mír
- Locus Award
  - 1976 – román – Věčná válka
  - 1977 – povídka – Tricentennial
  - 1995 – povídka – None So Blind
  - 1997 – sbírka – None So Blind
- Campbell Memorial Award
  - 1998 – Věčný mír
- World Fantasy Award
  - 1993 – povídka – Graves